# Мелин, Игорь Юрьевич
Игорь Юрьевич Мелин (род. 10 августа 1960) — советский хоккеист, защитник.

## Биография
Воспитанник ЦСКА, в марте 1979 года провёл два матча за клуб в чемпионате СССР. В сезонах 1979/80 — 1980/81 играл в первой лиге за московский «Локомотив». В конце 1979 года в составе «Крыльев Советов» стал обладателем Кубка Шпенглера. Выступал во второй лиге за «Кренгольм» Нарва (1981/82) и «Станкостроитель» Рязань (1982/83 — 1985/86).